# 黄尧 (画家)
黄尧（1914年—1987年），本名黄家塘，原籍浙江嘉善，出生于上海。
早年担任《上海新闻报》美术编辑，并在1930年代凭“牛鼻子”系列漫画，在中国红极一时。七七事变时，黄尧的漫画被广泛地用作宣传材料。1945年后，他辗转到了越南、泰国。1956年，应马来亚教育部之聘，他南下担任教师，并开始画更多南洋风情画。1987年去世。